# Videferre
Videferre ist eine Ortschaft in der Provinz Ourense in der Autonomen Region Galicien (Spanien) mit 186 Einwohnern (Stand 2023). An der Grenze zu Portugal gelegen, pflegen seine Bewohner ähnliche Bräuche und Sitten wie die der benachbarten Ortschaften längs der spanisch-portugiesischen Grenze. Der Verwaltungssitz von Videferre befindet sich im Dorf Oímbra, das wiederum zum Amtsbezirk der Stadt Verín gehört.

## Geografische Lage
Videferre liegt auf 828 Meter Höhe und umfasst eine Fläche von 22,22 Quadratkilometern. Im Norden grenzt es an das Dorf San Millán. Die Ortschaften werden getrennt durch die Flüsse Búbal und Azureira, sowie von den Bergen As Fragas, Buble und Casa da Moura. Im Süden grenzt es an die portugiesische Grenze und an die Berge bei der Ortschaft Soutelinho da Raia. Im Osten grenzt es an die Dörfer Bousés und Espiño und im Westen mit der zu Portugal gehörenden Ortschaft Vilar de Perdices und dem Fluss Azureira, der zugleich die Grenze zum Nachbarland bildet.

## Klima
Durch seine geografische Lage auf freiem Feld und in 828 Meter Höhe, bietet die Gegend den frischen und feuchten Winden aus der Sierra de Larouco freien Durchzug. Regen und Hagelschauer kommen im Frühling und im Sommer des Öfteren vor. Im Herbst und im Winter kommt es häufig zu Schneefällen, Schneetreiben und Nachtfrost. Das kalte Klima ist im Allgemeinen typisch für diese Bergregion. Im Sommer, wiederum ist das Klima durchaus angenehm.

## Geschichte
Der Ursprung des Ortes Videferre wird im 3. oder 4. Jahrhundert nach Christus angenommen.
Der Name Videferre (vitis ferre) geht etymologisch auf römische Zeit zurück. Zeugnisse sowie Funde aus dieser Gegend, wie zum Beispiel die Steinbrücke
über den Fluss Azureira und die aus Stein geformten Weinpressen bestätigen den römischen Ursprung der Ortschaft Videferre.

### Entwicklung
Bis zum Jahre 1960 lebten die Einwohner des Ortes, mit Ausnahme von wenigen Familien, von der Subsistenzlandwirtschaft.
Durch die Nähe zu Portugal, bzw. zu den portugiesischen Gemeinden Soutelinho da Raia und Vilar de Perdices, hat es einen permanenten Warenaustausch gegeben. Ab 1960, bedingt durch Auswanderungswellen ins westliche Europa, wurde ein großer Anstieg an Neubauten bzw. an neuen Häusern registriert. Eine sorgenfreiere Stimmung wurde im Ort spürbar. Trotzdem ist in der Gemeinde ein Rückgang der Geburtenrate nicht zu übersehen. Es mangelt überwiegend an jungen Familien, weil diese auswandern, um in den Industriegebieten nach Arbeit zu suchen.

### Gemeindekirche Santa María de Videferre
Die Errichtung wird im 16. bis 17. Jahrhundert angenommen. Im Laufe der Zeit wurden verschiedene Umbauten realisiert, wobei der letzte Umbau Ende
des 19. Jahrhunderts vollzogen wurde. Die Gemeindekirche Santa María de Videferre befindet sich im Zentrum des Ortes. Der Gemeindefriedhof, unmittelbar bei
der Kirche gelegen, wurde außerhalb der Ortschaft verlegt. Der Vorhof der Kirche wurde vor kurzem vollständig restauriert und
somit der Eindruck der räumlichen Weite erhöht. Die Kirche gehört zur Erzpriesterschaft von Monterrei.

## Landwirtschaft und Viehzucht
Durch das Klima und die Höhenlage hat sich die Landwirtschaft auf den Anbau von Roggen, Kartoffeln, Futterrüben, Gemüse, Mais und Rüben spezialisiert.
In tiefer gelegenen Gegenden wird Weinbau für den familiären Bedarf betrieben.
Erwähnenswert sind die fruchtbaren Gemüsegärten um Videferre, wo Kopfsalat Zwiebeln, Kohl und Bohnen angebaut werden.
Eine wichtige Arbeit, die von den Landwirten aus der Gemeinde Videferre geleistet wird, ist das Sammeln von Kastanien (Billot genannt). Die Kastanien
werden für den eigenen Konsum und für den Export gesammelt.
Durch seinen fruchtbaren Boden und den zahlreichen Wasserquellen, ist eine Beweidung fast das ganze Jahr gegeben und es eignet sich sehr gut für die Viehzucht.
Von Bedeutung ist der Bestand von Rindern, Pferden, Maultieren, Eseln, Schafe und Ziegen. Zurzeit sinkt die Zahl des Viehbestandes, bedingt durch
die Auswanderung und den damit verbundenen Rückgang der Einwohnerzahl.
Bis vor wenigen Jahren existierte im Ort eine große Ziegenherde. Zurzeit ist die Viehzucht fast eingestellt. Ursache hierfür ist vor allem die
Nutzung von landwirtschaftlichen Maschinen. Durch die Auswanderung der Menschen ist auch die Kultivierung der Landfläche im Rückgang, womit sich die
Verödung des Bodens ausbreitet.

## Flora und Fauna
Die Pflanzenwelt von Videferre ist vielseitig und reichhaltig, aber der verwöhnteste Baum der Ortschaft ist die Kastanie (castanea sativa).
In Videferre findet man sehr große jahrhundertealte Kastanienbäume mit einer Höhe von 20 bis 30 Metern.
Ferner gibt es eine große Anzahl an Heilpflanzen, an Obstbäumen und einen reichhaltigen Bestand an Pinien und Pilzen.
Die Tierwelt ist durch eine Vielzahl an Vogelarten gekennzeichnet. Unter den Reptilien findet man Echsen, Schlangen und Salamander.
In den Bergregionen findet man wild lebende Füchse, Wildschweine und bis vor einigen Jahren auch Wölfe.

## Küche
Die Küche ist traditionell die einer Bergregion und basiert auf typischen Produkten der Gemüsegärten und die des Viehbestandes.
Typische Menüs sind Eintopfgerichte mit Wursteinlage und Speck.

## Ansichten der Gemeinde Videferre

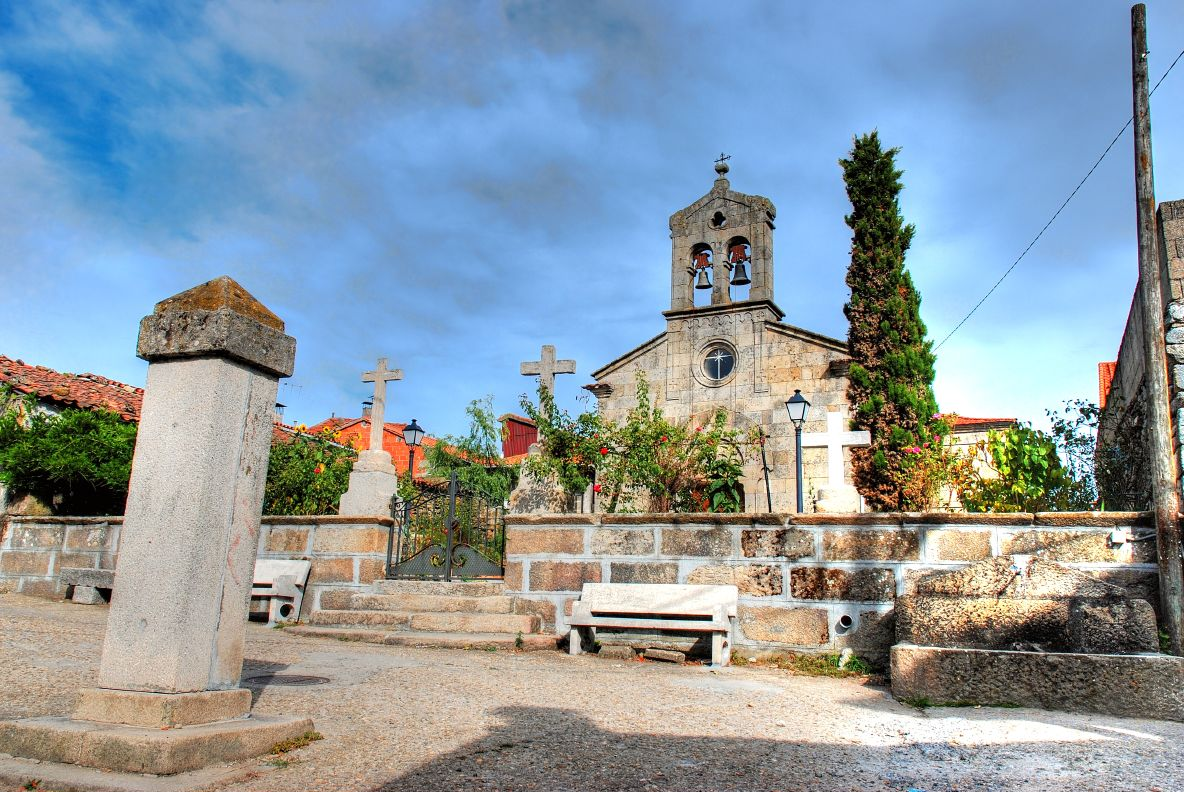
Gemeindekirche
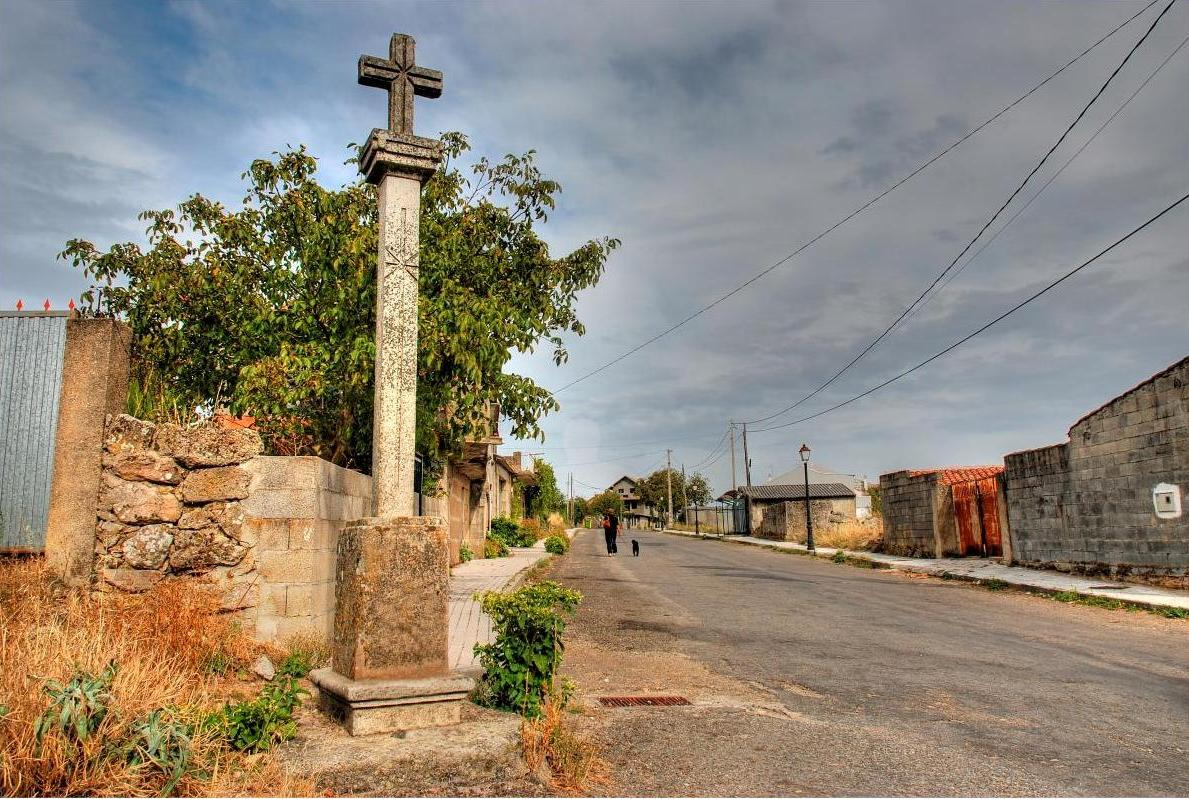
Kreuz von Videferre
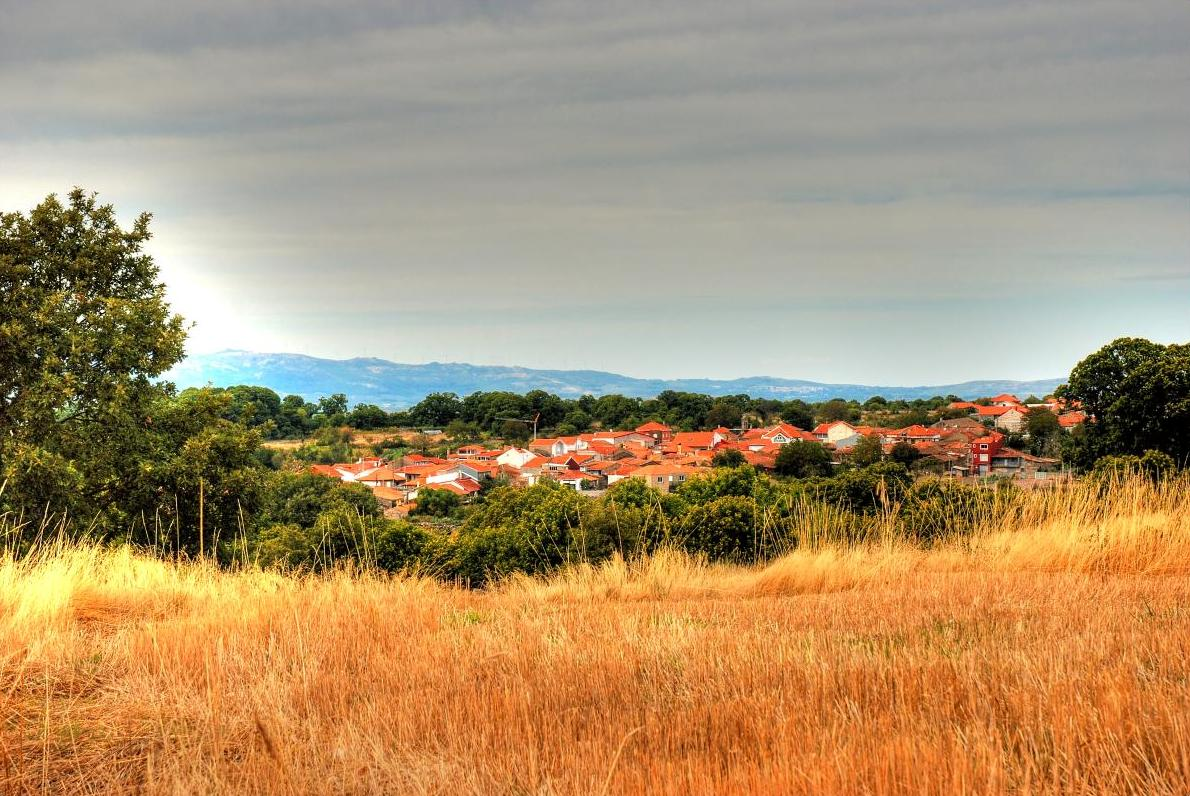
Landschaft um Videferre
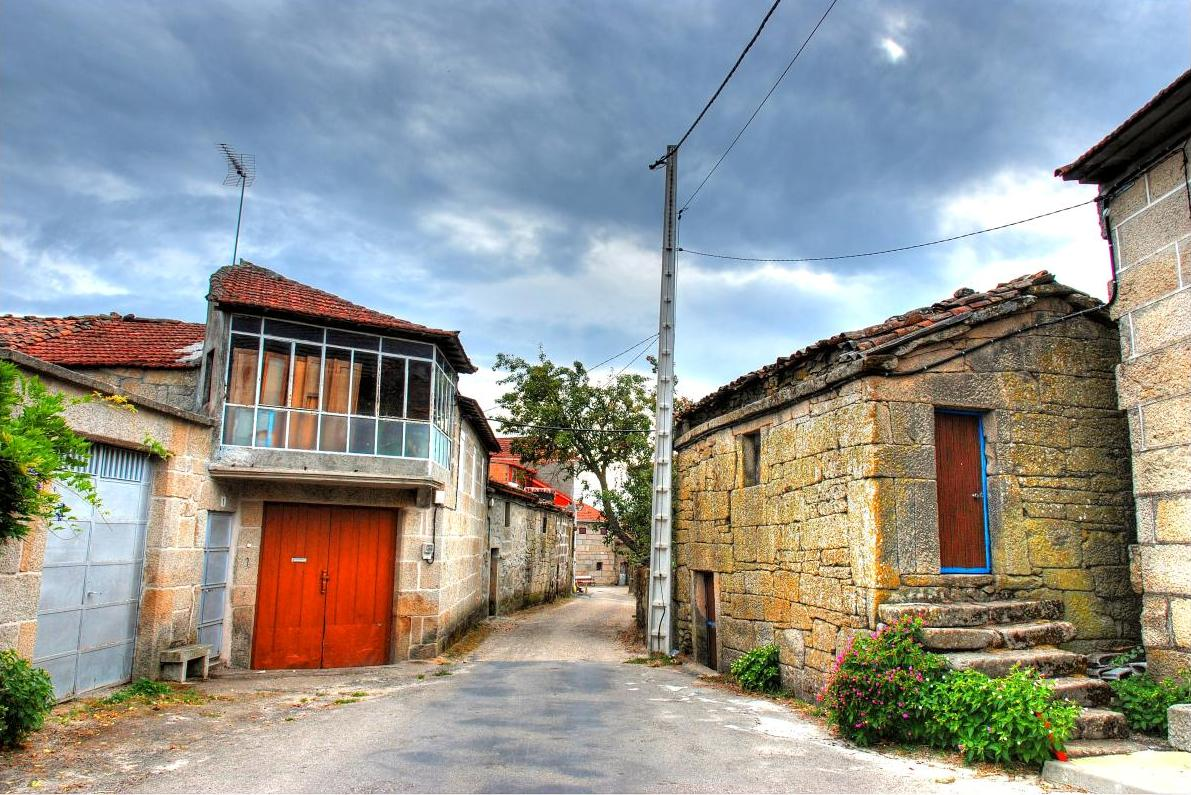
Typisches Haus

## Söhne und Töchter der Gemeinde
- Ramon Afonso Gonzalez
- Asunción Alvarez